# 천주더
천주더(중국어 간체자: 陈祖德, 정체자: 陳祖德, 병음: Chen Zude, 한자음: 진조덕, 1944년 2월 19일 ~ 2012년 11월 1일)는 중국 상하이시 출신의 중국기원 소속 바둑 기사였다.